# Tajкун (1. сезона)
Прва сезона криминалистичко-драмске телевизијске серије Тајкун емитовала се од 15. марта до  17. маја 2020. године на каналима Суперстар ТВ и РТС 1. Прва сезона се састоји од десет епизода.

## Радња
"Тајкун" је трилер са криминалистичким заплетом у ком доминирају елементи породичне драме. У центру приче је Владан који је у јавности омражен због богатства стеченог на сумњив начин, током деведесетих година прошлог века. Годинама је из сенке управљао својом моћном компанијом али се све мења када бива приморан да изађе на медијску светлост. Он постаје прогоњен човек, присиљен на драстичне мере ради очувања себе, своје компаније и породице. Поред јавних и тајних непријатеља, Владан је сукобљен и са онима који би требало да му буду најближи. Његов син и будући наследник богатства Бојан (Вук Јовановић), и остатак породице и најближих сарадника имају своје јавне и тајне жеље и планове, а на привидном окупу одржава их само Владаново богатство које сви желе да присвоје. Како бити корак испред непријатеља чије је лице скривено? Како разликовати лојалност од издаје у тренутку када прошлост тражи свој данак?

## Епизоде
| Бр. еп. (укупно) | Бр. еп. (у сезони) | Наслов                  | Редитељ         | Сценариста         | Премијера       |
| --- | ------------------ | ----------------------- | --------------- | ------------------ | --------------- |
| 1 | 1                  | „Владан”                | Мирослав Терзић | Ђорђе Милосављевић | 15. март 2020.  |
| У центру приче је Владан који је у јавности омражен због богатства стеченог на сумњив начин, током деведесетих година прошлог века. Годинама је из сенке управљао својом моћном компанијом али се све мења када бива приморан да изађе на медијску светлост. Он постаје прогоњен човек, присиљен на драстичне мере ради очувања себе, своје компаније и породице. Поред јавних и тајних непријатеља, Владан је сукобљен и са онима који би требало да му буду најближи. Његов син и будући наследник богатства Бојан и остатак породице и најближих сарадника имају своје јавне и тајне жеље и планове, а на привидном окупу одржава их само Владаново богатство које сви желе да присвоје.                |                    |                         |                 |                    |                 |
| 2 | 2                  | „Изненадни повратак”    | Мирослав Терзић | Ђорђе Милосављевић | 22. март 2020.  |
| На истакнутог бизнисмена Владана Симоновића покушан је атентат. Владан покушава да сазна у чијем интересу је да га убије. Позове на састанак Небојшу, бизнисмена који је ожењен са његовом бившом супругом, Радом. Заинтересован је да сазна да ли је његов изненадни долазак из Базела везан за истрагу која је против Владана почела непосредно пре Небојшиног повратка у Србију. У Владановој фирми желе да повећају његову безбедност, али он то не намерава јер би тиме показао своју слабост, односно да се уплашио. |                    |                         |                 |                    |                 |
| 3 | 3                  | „Полицијско испитивање” | Мирослав Терзић | Ђорђе Милосављевић | 29. март 2020.  |
| После дужег чекања Ксенија је добила прилику да разговора са тужитељком Јованом Несторовић. Ксенија је депресивна због тога што је њен брат правоснажно осуђен и налази се у малолетничком затвору у Грчкој. Она би желела да га пребаце у Србију, да ту служи казну. Јована јој каже да би можда могла да потегне неку везу у амбасади уколико Ксенија, која ради у Сигми, чији је власник Владан Симоновић, пристане да сарађује са Тужилаштвом. Ксенија је пристала на ту сарадњу, али то у пракси не показује. Полиција испитује Владана Симоновића о томе како се нашао на лицу места, у хотелу, у којем је убијен његов пословни супарник, Небојша Илић.                                             |                    |                         |                 |                    |                 |
| 4 | 4                  | „Лажна оптужба”         | Мирослав Терзић | Ђорђе Милосављевић | 5. април 2020.  |
| Бизнисмен Владан Симоновић, који је под тужилачком истрагом, размишља о томе да се повуче у своју сеоску кућу, у Гружи. Владанова љубавница, Ксенија, лажно је оптужила његову дугогодишњу сарадницу, Лидију, да ради против њега. Лидија је иначе сестра инспектора Николе Божовића који истражује убиство бизнисмена Небојше Илића у хотелу, у којем је у тренутку када је извршен злочин био присутан и Владан Симоновић. С' друге стране, и Владан, преко свог поверљивог човека покушава да сазна што више о тужитељки Јовани Несторовић, која се опсесивно бави контроверзама везаним за његово пословање.                                                                                           |                    |                         |                 |                    |                 |
| 5 | 5                  | „Пословна понуда”       | Мирослав Терзић | Ђорђе Милосављевић | 12. април 2020. |
| Бизнисмен Владан Симоновић бежи од полиције, јер не жели да га виде у оквиру пољопривредног комбината "Дунав", у којем се догодио злочин. Тужитељка Јована Несторовић тражи од полицијског инспектора Николе Божовића да одмах приведу Владана, пре него што га се дочепају медији. У Београд је дошао Горан Дор, моћни бизнисмен из Хрватске, који предлаже Владану пословну понуду. Владан сумња у Горанове добре намере. Ипак, пристао би на ту понуду ако је реч о заједничком вођењу посла. Горан то одбија јер сматра Владана несолидним партнером којег све озбиљније притиска тужилаштво. |                    |                         |                 |                    |                 |
| 6 | 6                  | „Компромитујући видео”  | Мирослав Терзић | Ђорђе Милосављевић | 19. април 2020. |
| Тужитељка Јована Несторовић револтирана је због тога што је њена бивша љубавна партнерка, иначе сарадница у Тужилаштву, почела да је уцењује компромитујућим видео снимком. Јована бес искаљује на Ксенији од које очекује да јој да доказе који ће бизнисмена Владана Симоновића одвести на суд. Ништа мање оштра Јована је и према инспектору Николи Божовићу, који гаји љубавну наклоност према њој, јер је пустио Владана из притвора. Владан оде у посету код оболелог бизнисмена Душана Мирчева којег сумњичи да стоји иза убистава људи који су некада сарађивали са Владаном. |                    |                         |                 |                    |                 |
| 7 | 7                  | „Сумњиви партнер”       | Мирослав Терзић | Ђорђе Милосављевић | 26. април 2020. |
| Бизнисмен Владан Симоновић потписао је са својим дугогодишњим телохранитељем, Балшом, уговор о сувласништву над једном фирмом. Балша каже да је пронашао начин како да среди проблем са тужитељком Јованом Несторовић која је са пуно жара истраживала Владаново пословање. Балша зна да је Јована из нехата починила злочин и саветује јој да успоставе међусобно поверење. Он ће да јој помогне у свему што јој прави проблеме и верује да њих двоје имају пуно заједничких послова које би требало да заврше. Владан претпоставља да бивши пословни партнер, Душан Мирчев, спрема његову ликвидацију.                                                                                                   |                    |                         |                 |                    |                 |
| 8 | 8                  | „Доушник”               | Мирослав Терзић | Ђорђе Милосављевић | 3. мај 2020.    |
| Полицијски инспектор обавести Балшу, сарадника бизнисмена Владана Симоновића, да су инспектор Никола Божовић и тужитељка Јована Несторовић деградирани и да је сада истрагу против Симоновића преузео тужилац Мишић. Балша верује да ће Мишић потражити доушника из Симоновићеве компаније Сигма, који је радио за тужилаштво. Владан није сигуран да тај доушник уопште постоји. Јована Несторовић саопшти Ксенији, која је поверљиви сарадник тужилаштва, да не може никако да је заштити од Мишића. С друге стране, Владан је одлучио да не купи комбинат "Дунав", што наиђе на велико незадовољство његовог сина, Бојана, који је веровао да ће "Дунав" бити фирма коју ће он моћи самостално да води. |                    |                         |                 |                    |                 |
| 9 | 9                  | „Нови тужилац”          | Мирослав Терзић | Ђорђе Милосављевић | 10. мај 2020.   |
| Бизнисмен Владан Симоновић, власник компаније Сигма, дошао је на сахрану своје дугогодишње сараднице Лидије, која је задављена. Њен брат, Никола, полицијски инспектор, захтева од Владана да се што пре удаљи са сахране сматрајући да је Лидија настрадала због сарадње са Владаном. На сахрани је и тужилац Мишић, који се обрати Ксенији, Владановој љубавници. Мишић обећа Ксенији да ће јој помоћи у вези са ослобађањем брата који је у затвору у Грчкој уколико пристане на сарадњу са тужилаштвом које истражује сумњиве потезе у пословању компаније Сигма. |                    |                         |                 |                    |                 |
| 10 | 10                 | „Нужна самоодбрана”     | Мирослав Терзић | Ђорђе Милосављевић | 17. мај 2020.   |
| Бизнисмен Владан Симоновић био је принуђен да употреби ватрено оружје да би спасао свој и живот своје љубавнице, Ксеније. Тужитељка Јована Несторовић позива свог бившег момка, инспектора Николу Божовића, да дође код ње. Међутим, пре тога сретне Балшу, сарадника Владана Симоновића, који за све злочине који су се појавили у вези са приватизацијом компаније "Дунав" оптужи Владана и затражи да га што пре ухапсе. Владана ослободе оптужби због употребе ватреног оружја и окарактеришу то као нужну самоодбрану. И сада му је потпуно отворен пут за приватизацију "Дунава". |                    |                         |                 |                    |                 |